# Estrilda nigriloris
Estrilda nigriloris là một loài chim trong họ Estrildidae.